# 曹喜昖
曹喜昖（：／，1956年10月6日—），是大韓民國的教育家，2014年7月1日起擔任首爾特別市敎育監。

## 生平
1956年10月，曹喜昖在全羅北道井邑市一公務員家庭出生、父親曹日煥（：／）的第5子，1972年到中央高等學校就讀，1975年進入首爾大學社會學系，被視為進步派的教育人物。
2014年6月4日，曹喜昖在大韓民國第六屆敎育監選舉中以1,894,872票擊敗原任敎育監文龍鱗與另外兩名候選人李相冕（韓語：이상면）及高承德當選首爾特別市敎育監。